# British PGA Matchplay Championship
O British PGA Matchplay Championship foi um torneio masculino de golfe disputado no formato jogo por buraco entre 1903 e 1979 e fazia parte do calendário do circuito europeu da PGA entre 1972 e 1979. Peter Thomson, Dai Rees e James Braid são os maiores vencedores do torneio, tendo conquistado, respectivamente, o título por quatro vezes.

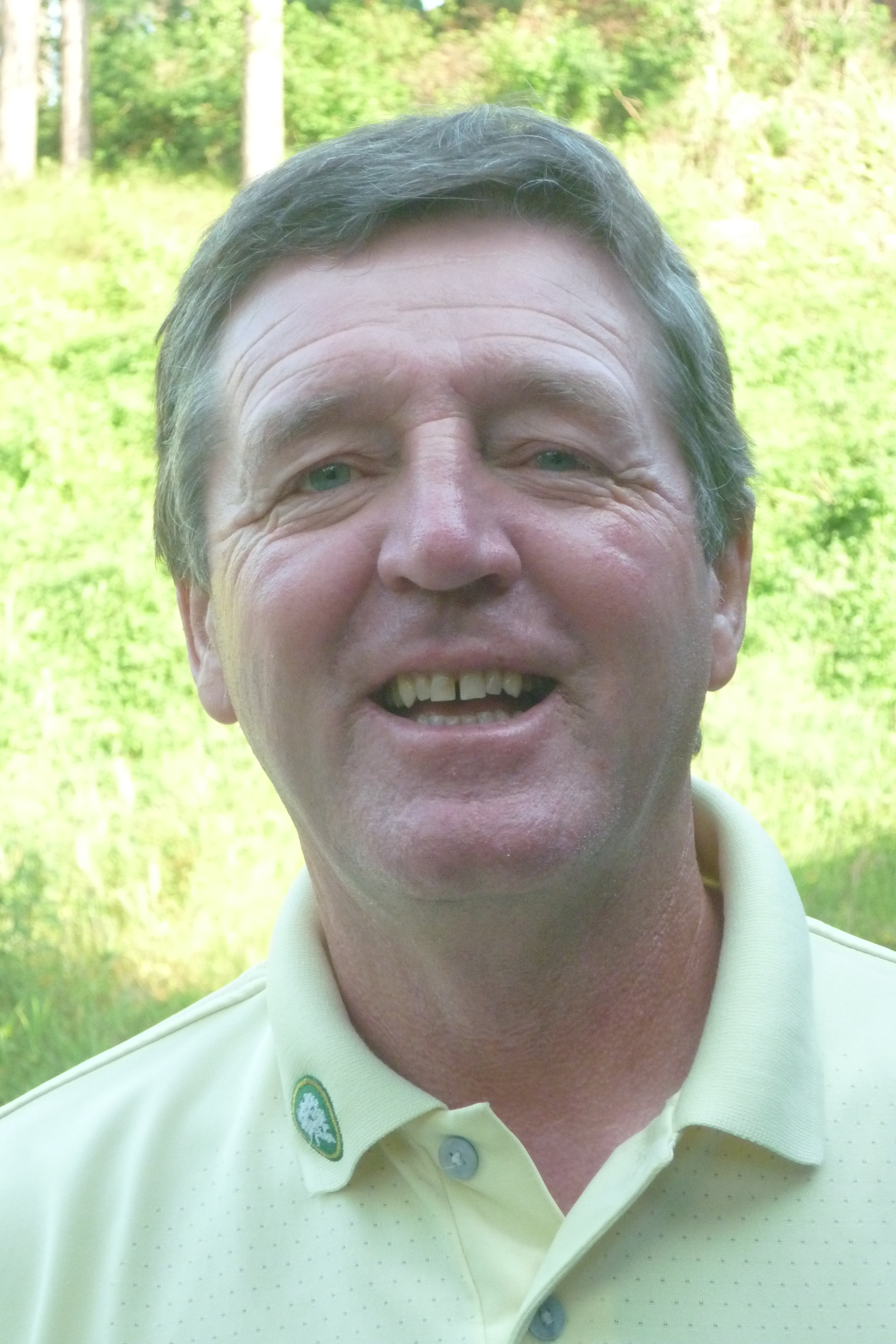
O irlandês Des Smyth foi o último campeão do torneio